# Сагынбаев, Бекжан Талантбекович
Бекжан Талантбекович Сагынбаев (род. 11 сентября 1994, Бишкек) — киргизский футболист, полузащитник и нападающий сборной Кыргызстана.

## Клубная карьера
Дебютировал в высшей лиге Кыргызстана в 2012 году в клубе «Ала-Тоо», являвшемся фарм-клубом «Дордоя». Проведя в команде полтора сезона, летом 2013 года перешёл в основную команду «Дордоя». В 2015 году снова играл за «Ала-Тоо», а с 2016 года опять выступает за «Дордой». Чемпион Кыргызстана 2018 года, обладатель Кубка Кыргызстана 2016, 2017, 2018 годов. В финале национального Кубка в 2018 году против «Алая» (3:2) забил два гола и был признан лучшим игроком матча. Принимал участие в азиатских клубных турнирах.
В октябре 2022 года стало известно, что Сагынбаев подписал контракт с гонконгским клубом «Китчи». Вместе с командой стал чемпионом Гонконга, обладателем Кубка Гонконга и победителем Hong Kong Senior Challenge Shield (однако в финале не играл). Летом 2023 года киргизский футболист покинул стан «Китчи».

## Карьера в сборной
В составе молодёжной сборной Кыргызстана участник Кубка Содружества 2014 и 2015 годов.
Дебютный матч за сборную Кыргызстана сыграл 22 марта 2018 года против Мьянмы, заменив на 78-й минуте Антона Землянухина, а на 87-й минуте матча забил свой первый гол.
Принимал участие в Кубке Азии 2019 года, на турнире сыграл все 4 матча своей команды.
По состоянию на июнь 2023 года сыграл за сборную Кыргызстана 28 официальных матча и забил 4 гола.

## Достижения
«Дордой»
- Чемпион Кыргызстана (5): 2014, 2018, 2019, 2020, 2021
- Обладатель Кубка Кыргызстана: 2018
- Обладатель Суперкубка Кыргызстана (3): 2019, 2021, 2022

«Китчи»
- Чемпион Гонконга: 2022/23
- Обладатель Кубка Гонконга: 2022/23